# Kang the Conqueror (серия комиксов)
Kang the Conqueror (с англ. — «Канг Завоеватель») — ограниченная серия комиксов, которую в 2021 году издавала компания Marvel Comics.

## Синопсис
Серия повествует о происхождении Канга Завоевателя.

### Выпуски
| № | Дата выхода      | Оценка на Comic Book Roundup    | Предполагаемый объём продаж (первый месяц) |
| - | ---------------- | ------------------------------- | ------------------------------------------ |
| 1 | 18 августа 2021  | 8,4 из 10 на основе 16 рецензий | 82 234, позиция в Северной Америке — 8     |
| 2 | 15 сентября 2021 | 7,5 из 10 на основе 4 рецензий  | 34 169, позиция в Северной Америке — 76    |
| 3 | 13 октября 2021  | 6,2 из 10 на основе 2 рецензий  | 31 500, позиция в Северной Америке — 78    |
| 4 | 17 ноября 2021   | 6,3 из 10 на основе 3 рецензий  | н/д                                        |
| 5 | 22 декабря 2021  | 7,4 из 10 на основе 4 рецензий  | н/д                                        |

### Сборники
| Название                                        | Тип            | Дата выхода    | Собранный материал      | Кол-во страниц | ISBN                      |
| ----------------------------------------------- | -------------- | -------------- | ----------------------- | -------------- | ------------------------- |
| Kang the Conqueror: Only Myself Left to Conquer | Мягкая обложка | 9 февраля 2022 | Kang the Conqueror #1-5 | 120            | 9781302930356, 1302930354 |

## Отзывы
На сайте Comic Book Roundup серия имеет оценку 7,2 из 10 на основе 29 рецензий. Критик из Bleeding Cool дал первому выпуску 7,5 балла из 10 и похвалил художников. Чейз Магнетт из ComicBook.com отдельно рассмотрел работу Маньо. Саянтан Гайен из Comic Book Resources, рецензируя финал, отметил, что «Kang the Conqueror #5 заканчивается на мрачной ноте».